# Орловская провинция
Орловская провинция — одна из провинций Российской империи. Центр — город Орёл.
Орловская провинция была образована в составе Киевской губернии по указу Петра I «Об устройстве губерний и об определении в оныя правителей» в 1719 году. В состав провинции были включены города Орёл, Белёв, Болхов, Мценск, Новосиль, Чернь. По ревизии 1710 года в провинции насчитывалось 16,8 тыс. дворов.
В 1727 году Орловская провинция была включена в состав новой Белгородской губернии.
В ноябре 1775 года деление губерний на провинции было отменено.